# Bauernfrühstück

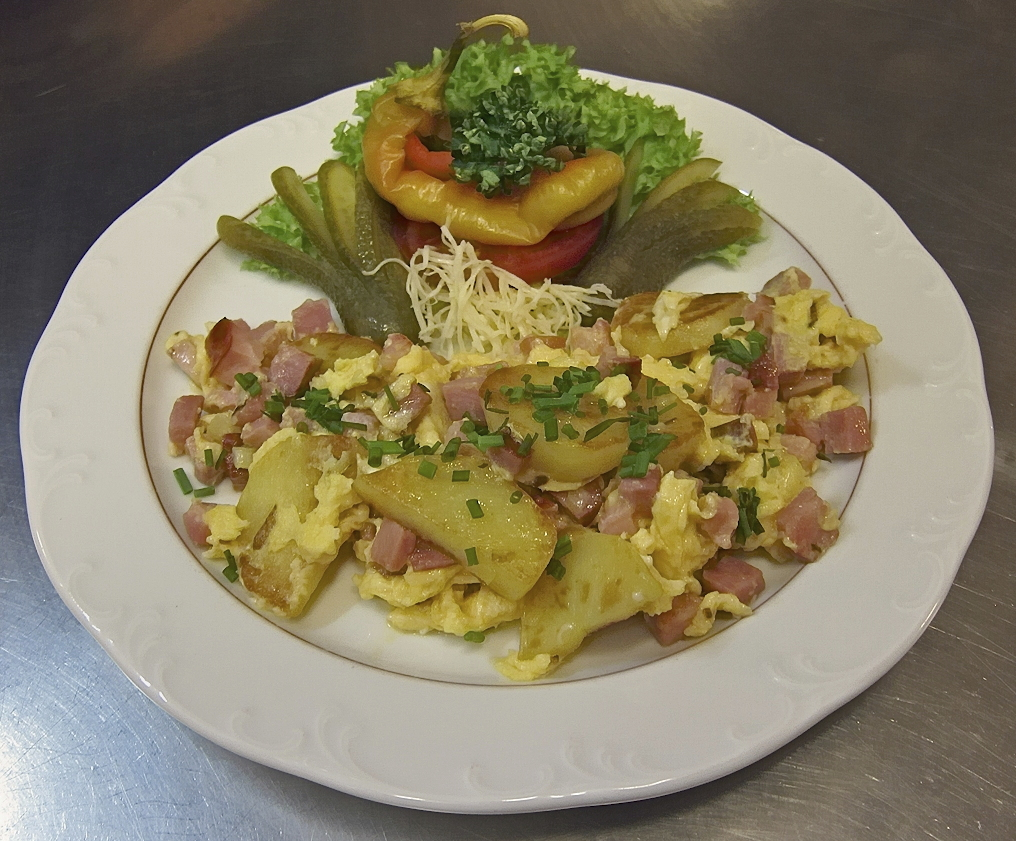
Bauernfrühstück in Rührei-Form, hier mit Selchfleisch sowie mit Gurkenfächern und weiterer Garnitur

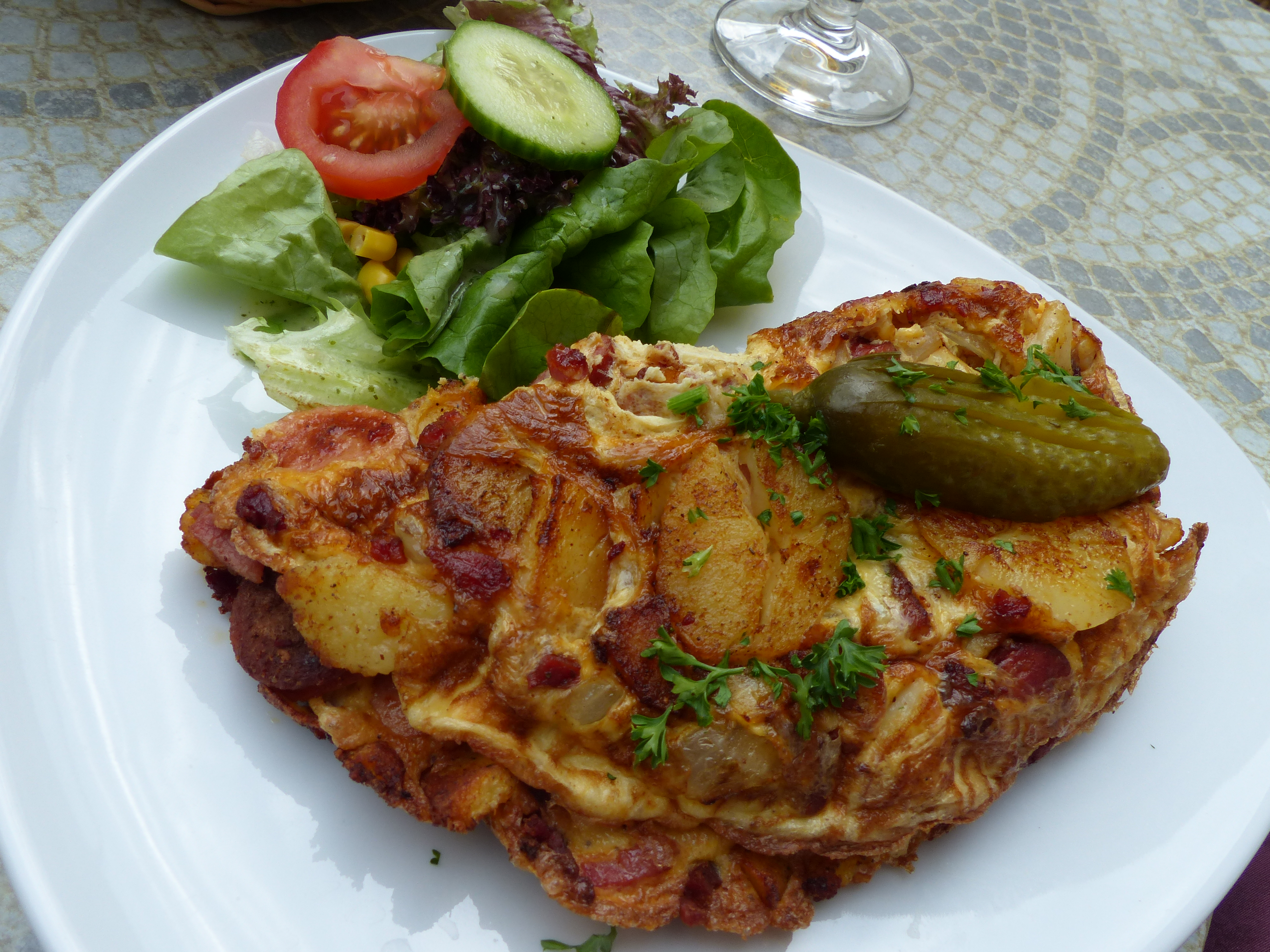
Bauernfrühstück in Omelett-Form

Das Bauernfrühstück entstand als Resteessen und ist ein einfaches Gericht auf der Grundlage von Bratkartoffeln und Fleischresten, die in einer Bratpfanne zusammen mit weiteren Zutaten vermischt und erhitzt werden. Gegen Ende des Garvorgangs werden verrührte Eier darüber gegeben, und das Gericht wird wie ein Omelett oder Rührei fertig gegart. Qualitätsmerkmal ist, im Unterschied zu herkömmlichen Omeletts, eine kräftige Farbgebung.

## Zutaten und Beilagen
Neben Kartoffeln und Eiern sind als Zutaten für Bauernfrühstück Bauchspeck, Schinken oder auch Rauchfleisch sowie Zwiebeln, Lauch, Frühlingszwiebeln oder Schnittlauch üblich. In manchen Versionen des Gerichts werden zusätzlich kleingeschnittene Tomaten, Gewürzgurken und gelegentlich Champignons mit in die Pfanne gegeben. Als Gewürzzutaten beim Kochen wird je nach Region und Gewohnheit zusätzlich mit geriebenem Muskat und Paprikapulver gewürzt.
Typische Beilagen für Bauernfrühstück sind Salate oder Gewürzgurken.

## Varianten
Resteessen, die mit verquirltem Ei gebunden werden, sind weit verbreitet. Eine Berliner Variante des Gerichts ist Hoppelpoppel. Vergleichbare Gerichte sind auch in anderen Ländern bekannt, in Frankreich zum Beispiel als Omelette à la paysanne (mit Sauerampfer), in Spanien als Tortilla de patatas, in Dänemark als biksemad (Mischessen) mit Spiegelei und in Schweden als Pyttipanna.